# Birinci Yeniyol
Birinci Yeniyol är en ort i Azerbajdzjan.   Den ligger i distriktet İsmayıllı Rayonu, i den centrala delen av landet, 140 kilometer väster om huvudstaden Baku. Birinci Yeniyol ligger 848 meter över havet och antalet invånare är 553.
Terrängen runt Birinci Yeniyol är kuperad åt sydväst, men åt nordost är den bergig. Närmaste större samhälle är İsmayıllı, 11,6 kilometer väster om Birinci Yeniyol.
Omgivningarna runt Birinci Yeniyol är en mosaik av jordbruksmark och naturlig växtlighet. Runt Birinci Yeniyol är det ganska glesbefolkat, med 34 invånare per kvadratkilometer.